# Night in Gales
Night in Gales ist eine deutsche Melodic-Death-Metal-Band.

## Geschichte
Die Band wurde im Mai 1995 von Christian Müller (Gesang), Jens und Frank Basten (beide Gitarre), Tobias Bruchmann (Bass, Gesang) und Christian Bass (Schlagzeug) in Voerde gegründet. Nach dem Demo Sylphlike und der EP Razor verließ Sänger Müller die Band und wurde von Björn Gooßes ersetzt. Die Band unterschrieb einen Plattenvertrag beim Label Nuclear Blast, das sie nach der Veröffentlichung von Nailwork verließen, um zu Massacre Records zu wechseln. Der Split mit Massacre Records folgte im Herbst 2001 während einer Europatour mit God Dethroned, woraufhin die meisten Bandmitglieder ihren Fokus auf andere Projekte legten. Ein Jahr später verließ Drummer Christian Bass die Band, um sich auf die Metalcore-Band Deadsoil zu konzentrieren, obwohl in diesem Jahr bereits wieder einige für die Band erfolgreiche Shows auf dem Summer Breeze und dem Party.San absolviert wurden. Zu Beginn des Jahres 2003 wurde er durch Adriano Ricci ersetzt. Nach einer Mini-Tour mit Fear My Thoughts und Bitterness veröffentlichte die Band 2005 zehn Jahre nach ihrer Gründung die kostenlose 4-Track-EP Ten Years of Tragedy.
2011 brachte die Band eine weitere CD mit dem Namen Five Scars über Lifeforce Records raus. Der zwischenzeitliche Hauptsänger Björn Gooßes stieg wieder aus und Originalsänger Christian Müller stieg wieder ein. Zusammen nahmen sie das Album The Lasts Sunsets auf, das über Apostasy Records im Februar 2018 veröffentlicht wurde.

## Diskografie
Alben
- 1997: Towards the Twilight (Nuclear Blast)
- 1998: Thunderbeast (Nuclear Blast)
- 2000: Nailwork (Nuclear Blast)
- 2001: Necrodynamic (Massacre Records)
- 2011: Five Scars (Lifeforce Records)
- 2014: Ashes & Ends (Kompilation; Divebomb Records / Tribunal Records)
- 2018: The Last Sunsets (Apostasy Records)
- 2020: Dawnlight Garden (Apostasy Records)
- 2023: The Black Stream (Apostasy Records)
- 2024: Shadowreaper (Apostasy Records)

Demos, Singles, EPs
- 1995: Sylphlike (Demo, Eigenvertrieb)
- 1996: Razor (7″-Single, MDD Records)
- 2005: Ten Years of Tragedy (EP, Eigenvertrieb)
- 2022: Night in Gales / Nyktophobia (Split-EP, Apostasy Records)

Beiträge auf Kompilationen (Auswahl)
- 1996: Slavesun auf Death ...Is Just the Beginning IV (Nuclear Blast America)
- 1997: Razor auf Hymns of the Underground II (MDD Records)
- 1997: Bleed Afresh auf Orchestrated Chaos Vol. 2 (Soulside Records)
- 1998: Avoid Secret Vanity auf Black Orchid Compilation Tape (Black Orchid Productions)
- 2001: Doomdrugged auf Cheap, Hard & Heavy Vol.13 (Massacre Records)

## Musikvideos
- 2018: The Abyss (Regie/Produktion: Razvan Raduta)